# Лаганский ильмень
Лаганский ильмень — озеро в Лаганском районе Калмыкии. Входит в систему западных подстепных ильменей в дельте Волги. Относится к Нижневолжскому бассейновому округу.
Площадь ильменя — 10,2 км².

## Физико-географическая характеристика
Ильмень расположен у западных окраин города Лагань в пределах ильменно-бугровой равнины к западу от реки Бахтемир (рукав Волги). Имеет неправильную продолговатую форму, вытянут с востока на запад почти на 3 км, с севера на юг — примерно на 0,8 км. Берега заболочены. К югу от ильменя расположено село Северное.
Ильмень имеет реликтовое происхождение. Сформировался в новейшее время. Вплоть до начала XX века являлся частью пролива, отделявшего от «большой земли» остров Лагань, на котором в XIX веке был основан город.
Гидрологический режим — естественно-антропогенный. С 1980-х годов обводняется искусственно — в результате подачи воды из Каспийской оросительно-обводнительной системы. Как и в другие приморские озёра, в ильмень может поступать вода под воздействием нагонных ветров с Каспийского моря.